# المباني الخضراء والخشب
تشكل المباني الخضراء بنى مسؤولة بيئيًا، ذات كفاءة في استخدام الموارد خلال مختلف مراحلها، من اختيار مواقع بنائها، إلى التصميم والبناء والتشغيل والصيانة والتجديد والهدم. قيم تقرير صدر عام 2009 عن إدارة الخدمات العامة في الولايات المتحدة 12 مبنى مستدامًا صممته إدارة الخدمات العامة، ووجد أنها أقل تكلفة وذات أداء ممتاز بما يخص الطاقة. بالإضافة إلى ذلك، كان المقيمون في هذه الأبنية أكثر ارتياحًا في المبنى ككل مقارنةً بالمباني التجارية التقليدية.
تعتبر منتجات الأخشاب المأخوذة من المصادر المسؤولة بيئيًا خيارًا جيدًا لمعظم مشاريع المباني الخضراء، سواء لتشييد الأبنية الجديدة أو تجديد القديمة. ينمو الخشب بشكل طبيعي مستخدمًا طاقة الشمس وهو مادة متجددة ومستدامة وقابلة لإعادة لتدوير. والخشب عازل فعال ويستهلك طاقة أقل في إنتاجه مقارنة بالإسمنت والفولاذ.
يمكن للخشب أن يخفف من التغير المناخي لأن منتجاته تحتفظ بالكربون الذي خزنه الخشب أثناء نمو الشجر، ولأن استبدال المواد كثيفة استهلاك الوقود الأحفوري كالفولاذ والإسمنت بالخشب، يخفف انبعاثات الغازات الدفيئة.
ثبت أن جمال الخشب الطبيعي ودفئه يحسنان الأداء والإنتاجية في المدارس والمكاتب، ويحققان نتائج أفضل عند المرضى في المشافي.

## تقييم دورة الحياة
يساعد إجراء «تقييم دورة الحياة» على تفادي النظرة الضيقة حول المخاوف البيئية والاجتماعية والاقتصادية، عبر تقييم كل الآثارالمرافقة لمراحل العملية من المهد إلى اللحد (أي من المواد الخام، مرورًا بمعالجة المواد والتصنيع والتوزيع والاستخدام والإصلاح والصيانة والتخلص من المواد أو إعادة تدويرها).
خلصت مراجعة شاملة للأدبيات العلمية من أوروبا وأمريكا الشمالية وأستراليا المتعلقة بتقييم دورة حياة المنتجات الخشبية، إلى نتائج من بينها:
- استهلاك الوقود الأحفوري، تكون مساهمة المنتجات الخشبية في انبعاثات الغازات الدفيئة وكمية النفايات الصلبة الناتجة ضئيلة مقارنة بالمنتجات المنافسة.
- منتجات الخشب التي ثبتت وتستخدم بالطريقة الصحيحة تملك ملفًا بيئيًا مشجعًا، مقارنةً بالمنتجات المماثلة وظيفيًا من المواد الأخرى.

قارنت دراسة أجراها المركز الكندي للأخشاب الآثار الناتجة عن دورة حياة ثلاثة منازل مساحة كل منها 2400 قدم مربع (220 مترًا مربعًا)، مصممة بشكل أساسي من الخشب والإسمنت والفولاذ على مدى العشرين عام الأولى من حياتها، أصدر التصميمان الفولاذي والإسمنتي تلوثًا هوائيًا أكبر مقارنةً بالتصميم الخشبي، واحتاجا أيضًا طاقة أكبر، وأطلقا المزيد من انبعاثات الغازات الدفيئة وأنتجا تلوثًا مائيًا أكبر.
عند النظر في دورة الحياة الكاملة بما فيها الاستخدام والتخلص، تشير الغالبية العظمى من الدراسات إلى أن الانبعاثات التي تسببها المنتجات الخشبية أقل. في الحالات القليلة التي كانت فيها الانبعاثات الناتجة عن المنتجات الخشبية تفوق نظيراتها غير الخشبية، كان السبب في ذلك طرق التخلص غير الملائمة.
تتوفر أدوات لمساعدة المهندسين المعماريين في الحكم على المزايا البيئية النسبية لمواد البناء. منها أداة تقدير الآثار للمباني من معهد أثينا، وهي قادرة على نمذجة 95% من المباني في أمريكا الشمالية، و«الحاسبة البيئية للمجسمات» التي تقدم تقييمًا فوريًا لدورة حياة المجسمات الشائعة معتمدةً على التقييم المفصل الذي تقدمه أداة تقدير الآثار. تتوفر الحاسبة البيئية مجانًا من معهد أثينا للمواد المستدامة غير الربحي، لتشجيع المصممين وأخصائيي البناء على إجراء تقييمات دورة الحياة.

## الخشب والتغير المناخي
تمتص الأشجار النامية غاز ثنائي أوكسيد الكربون وتخزنه في كتلتها الحيوية في الخشب والأوراق والجذور، وحين تتحلل الأشجار أو تحترق يعود جزء كبير من الكربون المختزن فيها مجددًا إلى الغلاف الجوي ويبقى بعض الكربون في البقايا والتربة.
حين تقطع الأشجار ويستخدم خشبها في الأثاث والإنشاء، يبقى الكربون مخزنًا فيها لعقود من الزمن وربما أكثر. يحوي المنزل النموذجي بمساحة 2400 قدم مربع (220 مترًا مربعًا) في أمريكا الشمالية على 29 طنًا من الكربون، ما يعادل انبعاثات غازية دفيئة تنتج عن قيادة سيارة لمدة خمس سنوات (أي نحو 12500 لتر من البنزين).
حين نستبدل الوقود الأحفوري بالخشب للحصول على الطاقة، أو نستبدل به مواد البناء الأكثر إطلاقًا للغازات، فإن هذا يقلل انبعاثات الغازات الدفيئة.
أشارت الدراسات إلى أن المنتجات الخشبية تترافق بانبعاثات أقل للغازات الدفيئة على مدى حياتها مقارنة بغيرها من مواد البناء الرئيسية. يؤدي استبدال متر مكعب من الطوب أولبنات البناء بالخشب إلى توفير كبير يقدر بنسبة 0.75 إلى 1 من ثنائي أوكسيد الكربون.
يمكن أن تسهم زيادة استخدام المنتجات الخشبية في البناء وغيرها من الاستخدامات طويلة الأمد، واستخدام المنتجات الثانوية من الخشب ونفايات الخشب كبديل حيوي للوقود الأحفوري في استقرار الغازات الدفيئة في الغلاف الجوي. الإدارة المستدامة للغابات لإنتاج الخشب ممكنة وتكون جزءًا مفيدًا في الاستراتيجية الكلية الهادفة لتخفيف التغير المناخي.
تقول «تأمين المستقبل» وهي إستراتيجية حكومية تهدف للتطوير المستدام في المملكة المتحدة: «إن الممارسات الحراجية يمكن أن تساهم بشكل كبير في تقليل انبعاثات الغازات الدفيئة من خلال زيادة كمية الكربون الذي يزال من الجو بواسطة الحوزة الوطنية للغابات، ومن خلال حرق الخشب كوقود، واستخدام الخشب بدلًا من المواد كثيفة استهلاك الطاقة كالإسمنت والفولاذ».

## دور الخشب في توازن الكربون
أجرت مؤسسة «إف بي إنوفيشينز»، وهي مؤسسة بحثية كندية غير ربحية، مراجعة في الأدبيات شملت 66 مقالة علمية خاضعة لاستعراض الأقران، بما يتعلق بالأثر الصافي لاستخدام المنتجات الخشبية على الغازات الدفيئة في الغلاف الجوي من منظور دورة الحياة. أظهر البحث الكثير من الطرق التي يؤثر فيها استخدام المنتجات الخشبية على توازن الغازات الدفيئة ومنها:
- استهلاك أقل للوقود الأحفوري أثناء التصنيع.
- تفادي انبعاثات الكربون الناتجة عن عمليات صناعة الإسمنت عند استبدال المنتجات المعتمدة على الإسمنت بالمنتجات الخشبية.
- تخزين الكربون في المنتجات الخشبية والغابات.
- تفادي انبعاثات الوقود الأحفوري عند استبدال الوقود الأحفوري بالوقود الحيوي الخشبي.[15]

## كفاءة الطاقة
نظرًا لأن المباني عالية الأداء تستهلك طاقة أقل للتشغيل، فإن الطاقة المجسدة اللازمة لاستخلاص ومعالجة ونقل وتركيب مواد البناء تشكل ما يصل إلى 30% من إجمالي استهلاك الطاقة خلال دورة الحياة. تظهر الدراسات ومنها «مشروع قاعدة بيانات إل إس آي» الأمريكي، أن المباني المبنية بشكل رئيسي من الخشب تحتاج طاقة مجسدة أقل من تلك المبنية من الطوب أو الإسمنت أو الفولاذ.
كشفت دراسة حالة أجريت على مبنى يوجين كروغر في كيبيك في كندا مؤخرًا، بأن الحل الخشبي الشامل الذي اتبعه هذا المبنى الأكاديمي، الذي تبلغ مساحته 8000 متر مربع، أدى إلى انخفاض بنسبة 40% في الطاقة المجسدة مقارنةً بالبدائل المصنوعة من الفولاذ والإسمنت.
قارنت دراسة أجريت عام 2002 بين قيم الطاقة اللازمة لإنتاج مكونات البناء (كالجدران والأرضيات والسقوف) المصنوعة من الخشب أو الإسمنت أو الفولاذ بشكل رئيسي، فوجدت أن الطاقة اللازمة لبناء الخشب تراوحت بين 185 و280 غيغاجول، والإسمنت بين 265 و521 غيغاجول، والفولاذ بين 457 و649 غيغاجول. يحتاج بناء الخشب بشكل عام طاقة أقل من المواد الأخرى رغم أن النهاية العليا في مدى طاقة بناء الخشب تتداخل مع النهاية الدنيا في مدى طاقة البناء الأسمنتي.
يستخدم التصميم المنفعل العمليات الطبيعية (الحمل الحراري والامتصاص والإشعاع والتوصيل) لتقليل استهلاك الطاقة، وتحسين الارتياح الحراري. وجد الباحثون في أوروبا أن الأخشاب مادة ملائمة لتطوير المباني المنفعلة بسبب مزيج الخصائص الفريد الذي تحظى به، بما فيها المقاومة الحرارية، والتشطيبات الطبيعية، والسلامة الإنشائية، والوزن الخفيف، والصفات المقاومة للعوامل الجوية. بدأ إدراج التصميم المنفعل في المباني الصغيرة في أمريكا الشمالية من خلال استخدام الألواح الخشبية الإنشائية.
يعتبر الخشب العازل الطبيعي الأفضل في معظم المناخات بسبب تركيبته الخلوية الحاوية على الكثير من الجيوب الهوائية الصغيرة (أفضل بـ400 مرة من الفولاذ، وبـ10 مرات من الإسمنت). يحتاج الفولاذ والإسمنت عزلًا أكبر لتحقيق نفس الأداء الحراري.
قارنت دراسة أجريت عام 2002 أعدها مركز أبحاث «الرابطة الوطنية لبنّائي المنازل» استهلاك الطاقة على المدى الطويل في منزلين متماثلين تقريبًا، أحدهما مؤطر بالألواح الخشبية التقليدية والثاني مؤطر بالفولاذ المصنع على البارد. فوجدت أن المنزل ذو التأطير الفولاذي استهلك الغاز الطبيعي بنسبة أكبر بنحو 3.9% في فصل الشتاء والكهرباء، بنسبة أكبر بمقدار 10.7% في فصل الصيف.

## الصحة والعافية
تعين غالبًا منتجات الخشب الصلب وخاصة الأرضيات في البيئات التي يعرف أن المقيمين فيها يعانون من حساسية تجاه الغبار أو الجسيمات الأخرى.
يعد الخشب مادة غير محسسة، وتمنع أسطحه الناعمة تراكم الجزيئات الشائع وجودها في التشطيبات الطرية كالسجاد. يمكن أن يؤدي استخدام المنتجات الخشبية أيضًا إلى تحسين جودة الهواء عبر امتصاص الرطوبة أو إطلاقها لتعديل نسبتها في الهواء. وجدت دراسة من قبل جامعة كولومبيا البريطانية وإف بي إنوفيشنز أن رؤية الخشب في الغرفة تقلل من تفعيل الجهاز العصبي الودي عند المقيمين، ما يثبت العلاقة الإيجابية بين الخشب وصحة الإنسان. تفعيل الجهاز الودي هو الطريقة التي تتهيأ بها الأجسام البشرية لمواجهة الشدائد. فهو يرفع ضغط الدم ومعدل ضربات القلب، ويعيق وظائف الهضم والشفاء والتعافي لصالح التعامل مع التهديدات الآنية. مع أن هذه الاستجابة ضرورية في المدى القصير، تؤثر فترات تنشيط الجهاز العصبي الودي الطويلة سلبًا على صحة الجسم الفيزيولوجية والنفسية.
تدعم الدراسات قيمة الخشب كأداة في التصميم المسند بالأدلة، وهو مجال نام يسعى إلى تعزيز الصحة والنتائج الإيجابية الأخرى كزيادة الإنتاجية والعافية بناءً على أدلة موثوقة علميًا. يركز التصميم المسند بالأدلة حتى الآن على الرعاية الصحية وتعافي المرضى تحديدًا.